# Cyathura francispori
Cyathura francispori là một loài chân đều trong họ Anthuridae. Loài này được Negoescu miêu tả khoa học năm 1981.